# Vojtanov
Vojtanov (deutsch Voitersreuth) ist eine Gemeinde im Karlovarský kraj in Tschechien.

## Geographie

### Geographische Lage
Vojtanov liegt im böhmischen Teil des Vogtlands, drei Kilometer westlich der Stadt Skalná, direkt an der Grenze zu Deutschland und gehört zum Okres Cheb. Die Ortslage befindet sich im Südwesten des Elstergebirges. Nachbarorte sind Schönberg im Norden, Starý Rybník und Skalná im Osten, Františkovy Lázně im Süden sowie Hazlov im Westen. Westlich liegt der aufgelassene Ort Otov (Ottengrün).
Durch den Ort führt die von Františkovy Lázně kommende Staatsstraße 21, die zum Grenzübergang Vojtanov/Schönberg und zur Bundesstraße 92 führt. Östlich des Dorfes liegt der Bahnhof Vojtanov als Grenzbahnhof an der grenzüberschreitenden Bahnstrecke Plauen–Cheb, die auch von der Vogtlandbahn befahren wird.

### Gemeindegliederung
Die Gemeinde Vojtanov besteht aus den Ortsteilen Antonínova Výšina (Antonienhöhe), Mýtinka (Rossenreuth), Vojtanov (Voitersreuth) und Zelený Háj (Hagengrün). Grundsiedlungseinheiten sind Mýtinka, Nádražní čtvrť, Přední Vojtanov, Vojtanov und Zelený Háj.
Das Gemeindegebiet gliedert sich in die Katastralbezirke Mýtinka u Poustky, Vojtanov und Zelený Háj.

### Nachbarorte
|                 | Bad Brambach                                |                    |
| Hazlov (Haslau) | Kompassrose, die auf Nachbargemeinden zeigt | Skalná (Wildstein) |
| Poustka (Oed)   | Františkovy Lázně (Franzensbad)             |                    |

## Geschichte
„Voitesrewt“ wurde 1299 erstmals urkundlich erwähnt und war zu dieser Zeit das größte Dorf des Egerer Landes. 1455 erwarb die Besitzerin der Herrschaft Seeberg, Anna Schlick, das Dorf von der Egerer Familie Voitersreuter. 1660 kaufte Anna von Schönaich einen Teil von Voitersreut zu ihrer Herrschaft Haslau. Teile des Dorfes gehörten dem Klarissenorden bzw. dem Deutschen Orden in Eger.
Das Dorf, das niemals eine eigene Kirche hatte, war ursprünglich nach Schönberg gepfarrt und kam 1653 im Zuge der Rekatholisierung zur Pfarre in Unterlohma (Dolní Lomany). 1684 brannten bei einem Feuer sieben Höfe nieder.
Einen Aufschwung brachte Voitersreuth der Bau der Chaussee von Franzensbad nach Brambach im Jahre 1829 und der Bau der Voigtländischen Staatseisenbahn von Herlasgrün nach Eger 1865. Dadurch siedelte sich Industrie an, wobei die Textilfabriken von Listner & Buchheim sowie Hüttner die bedeutendsten Betriebe waren. Ab Mitte des 19. Jahrhunderts gehörte Voitersreuth zum Gerichtsbezirk Wildstein bzw. Bezirk Eger. Bis 1937 erhöhte sich die Einwohnerzahl auf 647.
Nach dem Münchner Abkommen wurde der Ort dem Deutschen Reich zugeschlagen und gehörte bis 1945 zum Landkreis Eger.
Nach dem Zweiten Weltkrieg wurde die deutschböhmische Bevölkerung vertrieben.
Der Ort lebt vor allem vom Grenzübergang und dem Einkaufstourismus. So befinden sich in Vojtanov u. a. drei Tankstellen, zwei Friseurgeschäfte, zwei als „Nachtclubs“ bezeichnete Bordelle sowie drei von asiatischen Händlern betriebene Märkte. Die Zollabfertigung wurde im Mai 2004 nach dem EU-Beitritt eingestellt.

## Einwohnerentwicklung
| Jahr | Einwohnerzahl |
| ---- | ------------- |
| 1869 | 493           |
| 1880 | 610           |
| 1890 | 541           |
| 1900 | 487           |
| 1910 | 590           |

| Jahr   | Einwohnerzahl |
| ------ | ------------- |
| 1921   | 597           |
| 1930   | 577           |
| 1950   | 207           |
| 1961 1 | 276           |
| 1970 1 | 243           |

| Jahr   | Einwohnerzahl |
| ------ | ------------- |
| 1980 1 | 189           |
| 1991 2 | 170           |
| 2001 2 | 192           |
| 2011 2 | 203           |

Bahnhof Voitersreuth (um 1900)
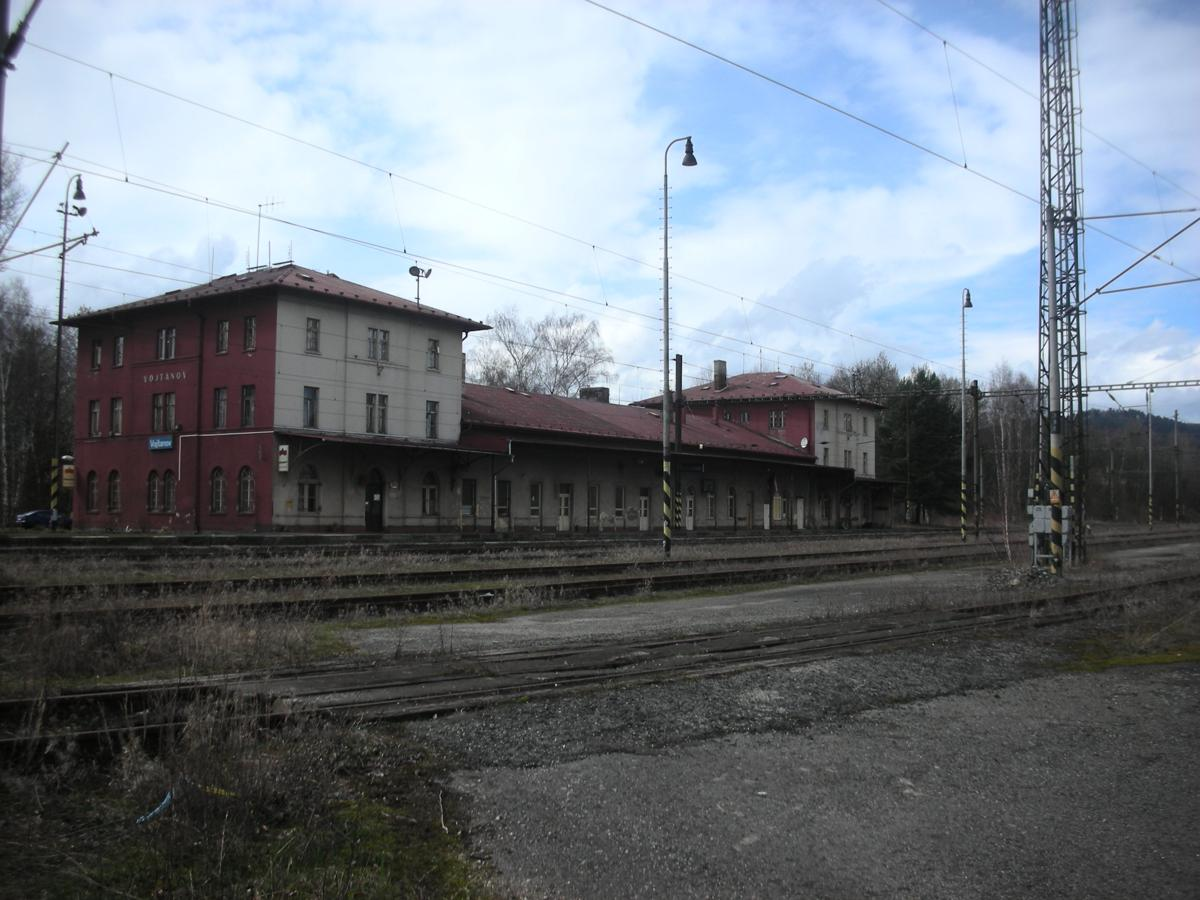
Grenzbahnhof in Vojtanov (2010)
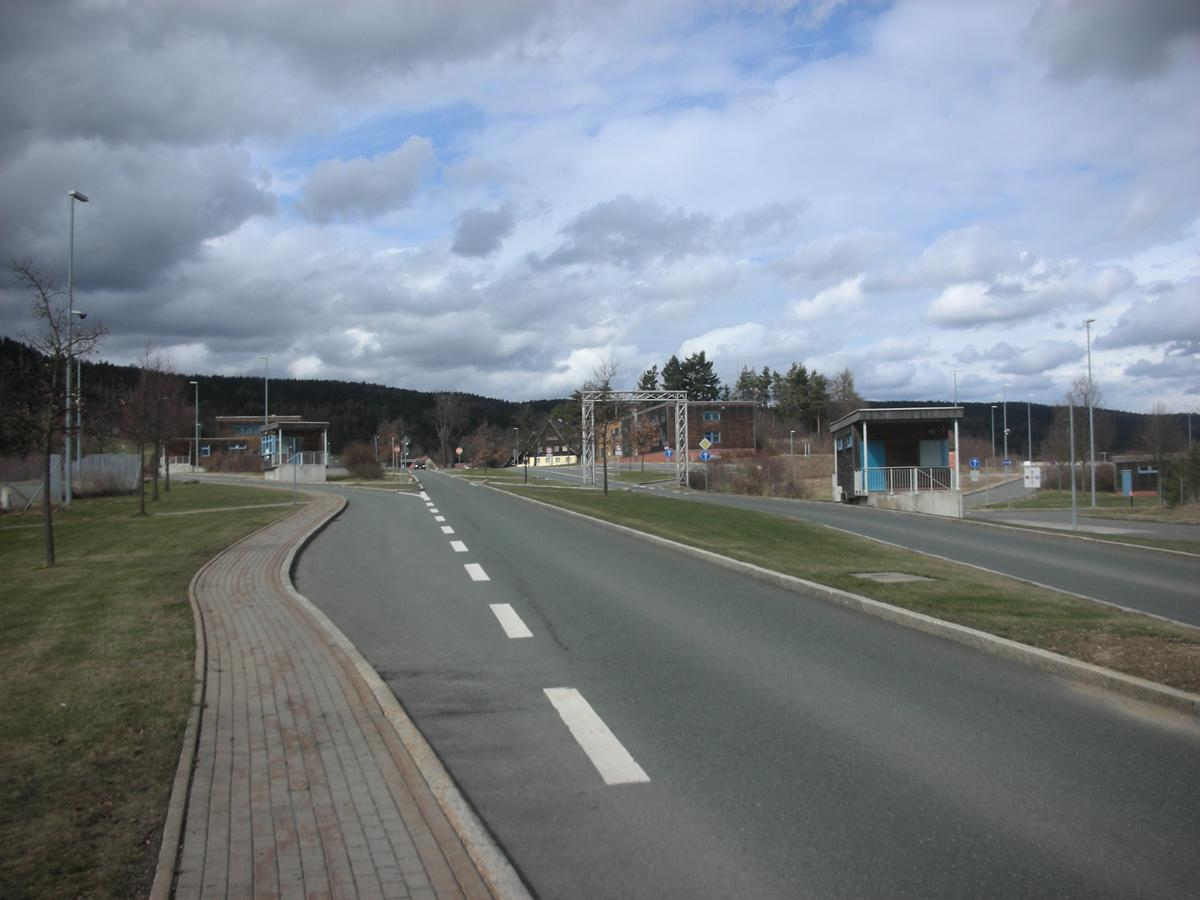
Grenzübergang Schönberg/Vojtanov